# میلیتاری منوپلین
میلیتاری منوپلین (به انگلیسی: Antoinette_military_monoplane) یک هواگرد ملخ‌پیشین تک‌موتوره از نوع Prototype military aircraft ساخت شرکت Antoinette است. هواگرد میلیتاری منوپلین نخستین پروازش را در ۱۹۱۱ میلادی انجام داد. در مجموع، تعداد ۱ فروند از این هواگرد ساخته شده‌است.
طراح این هواگرد، Léon Levavasseur بود.